# Ivanovszky Dezső
Ivanovszky Dezső, Iványos (? – ?) magyar labdarúgó.

## Sikerei, díjai
- Ferencvárosi TC:
  - Magyar labdarúgó-bajnokság ezüstérmes: 1917–18, 1918–19, 1921–22
  - Magyar labdarúgó-bajnokság bronzérmes: 1919–20, 1922–23
  - Magyar kupa győztes: 1921-22